# نظام العمل في السعودية
نظام العمل في السعودية هو مجموعة تشريعات تتعلق بتنظيم عمليات التوظيف في المملكة العربية السعودية، وكذلك توظيف غير السعوديين، والتدريب والتأهيل وعلاقات العمل، وشروط العمل وظروفه، والعمل الجزئي، والوقاية من مخاطر العمل والحوادث الكبرى والإصابات والخدمات الصحية والاجتماعية، وتسوية الخلافات، وغيرها.

## التاريخ
صدر نظام العمل في السعودية في 6 رمضان 1389هـ تحت اسم نظام العمل والعمال، واستمر العمل به حتى صدور نظام جديد في 2 شعبان 1426هـ، حيث شهد تحديثات وتعديلات تضمنت إضافة بعض فئات العمالة التي لم تكن مشمولة في النظام السابق، وأن يكون عقد عمل العامل الوافد مكتوبا ومحدد المدة، وإلزام صاحب العمل صراحة بتحمل رسوم الاستقدام والإقامة ورخصة العمل وتجديدها، ورفع نسبة تشغيل المعاقين إلى 4٪، وغيرها من التعديلات.